# رکافرت د کرالت
رکافرت د کرالت (به اسپانیایی: Rocafort de Queralt) یک شهرستان در اسپانیا است که در کاتالونیا واقع شده‌است.